# 勘太郎 (呼出)
勘太郎（かんたろう、1858年（安政5年）- 1934年（昭和9年）5月17日）は大相撲の元呼出し。本名、長谷川勘太郎。

## 来歴
1858年生まれ。江戸時代に呼出しとなる。明治中期から大正時代に頭として呼出しのトップであった。1902年には筆頭に掲載されている。
美声でブロマイドが作られるほどの人気であった。横綱常陸山の土俵入りの先導役であった。1903年に勘太郎を筆頭に呼出しが巡業の売り物や切符販売などの雑用を担う条件に相撲茶屋の提供や、太郎と呼ばれる日当制度ができた。
1909年6月には両国国技館開館を前に吉田司家より「言上行司の免許状」が授与されている。
1921年夏場所限りで頭を清吉に譲り、呼出を引退。呼出し引退後は相撲茶屋「長谷川家」を経営し、1934年77歳で死去。